# Teodor Stanca
Teodor Stanca (n. 26 martie 1933, comuna Coroi, județul Arad - d. 14 octombrie 2023, Timișoara) a fost un deputat român în legislatura 1996-2000, ales în județul Timiș pe listele partidului PNȚCD. Teodor Stanca a fost membru în grupurile parlamentare de prietenie cu Republica Islamică Pakistan și Republica Federală Iugoslavia. 
A fost student al Politehnicii din Timișoara, activând ca unul dintre conducătorii revoltelor studențești din octombrie 1956 din oraș.
Arestat pe 30 octombrie 1956 și condamnat la 8 ani de închisoare pentru „agitație publică” (ani îndurați în penitenciarele din Timișoara, Gherla și din alte colonii penale), acesta a fost scutit de ispășirea pedepsei în februarie 1963.
A fost inginer până în 1990, după care a urmat o carieră politică în următorii 10 ani.
Teodor Stanca a fost președinte de onoare al Asociației Foștilor Deținuți Politici din România și președintele filialei din Timiș. A devenit Cetățean de Onoare al Timișoarei pe 3 august 2022.